# Uuemererahu
Uuemererahu est une île d'Estonie en mer Baltique.

## Géographie
Elle est située approximativement à 3 km à l'Est d'Hiiumaa et à 1 km à l'Ouest de Kadakalaid et appartient à la commune de Pühalepa.